# Jersey-i repülőtér
A Jersey-i repülőtér (IATA: JER, ICAO: EGJJ) kisméretű nemzetközi repülőtér, Jersey szigetének repülőtere. A Jersey-sziget Guernsey szigettől délkeletre fekszik, a legközelebbi francia parttól 33 km-re az Atlanti-óceánban.

## A repülőtér történelme
1937 előtt a légi közlekedés abból állt, hogy kétfedelű repülőgépek és hidroplánok (melyek a Jersey Airways és az Imperial Airways tulajdonában voltak) szálltak le Saint Aubin's Bay strandjánál. Azonban a leszállást nehezítette az árapály-jelenség, valamint nehéz volt megakadályozni azt is, hogy az emberek átsétáljanak a leszállópályán. Végül a jersey-i kormány úgy döntött, hogy épít egy új repülőteret. Ez végül négy kifutópályával 1937. március 10-én nyílt meg. A leghosszabb kifutópálya 896 méter (2940 láb) volt. A második világháború alatt a Luftwaffe hangárokat épített a repülőtérhez, melyek közül egy még létezik. Egy 1280 méteres, aszfaltozott kifutópályát adtak át 1952-ben. A kifutópályát ezután sokszor meghosszabbították, mígnem 1976-ban elérte mai hosszát, mintegy 1700 m-t.
Az éves forgalom 80 000 fel- és leszállás és 1 500 000 utas.

## Légitársaságok, célállomások
- Aer Lingus (Dublin)
- Aer Arann (Cork)
- Air Southwest (Plymouth, Bristol, Leeds Bradford)
- Aurigny Air Services (Guernsey)
- Blue Islands (Alderney, Bournemouth, Guernsey, Man-sziget, Párizs-Beauvais, Zürich)
- bmi (London-Heathrow)
- bmibaby (Birmingham, Cardiff, Manchester, East Midlands)
- British Airways (London-Gatwick)
- Flybe (Birmingham, Bristol, Edinburgh, Exeter, Glasgow, Guernsey, Liverpool, London-Gatwick, London-Southend, Manchester, Newcastle, Norwich, Southampton)
- flyglobespan (Durham Tees Valley)
- SATA International (Funchal, Zürich)
- Thomsonfly (Cardiff, Coventry, Doncaster/Sheffield, London-Luton)
- Twin Jet (Cherbourg, Párizs-Orly)
- VLM Airlines (London-City)

## Futópályák
A repülőtér futópályái:
- 08/26 (1706 m, 45 m, aszfalt)

## Forgalom
Az utasforgalom az elmúlt években az alábbi módon változott:
| Utasok száma | 383 000 | 1 050 389 | 1 196 398 | 1 396 660 | 1 440 283 | 1 890 242 | 1 669 754 | 1 455 201 | 1 554 390 | 670 693 |
|              | 1955    | 1966      | 1971      | 1978      | 1984      | 1989      | 1996      | 2002      | 2015      | 2021    |